# 高額な写真の一覧

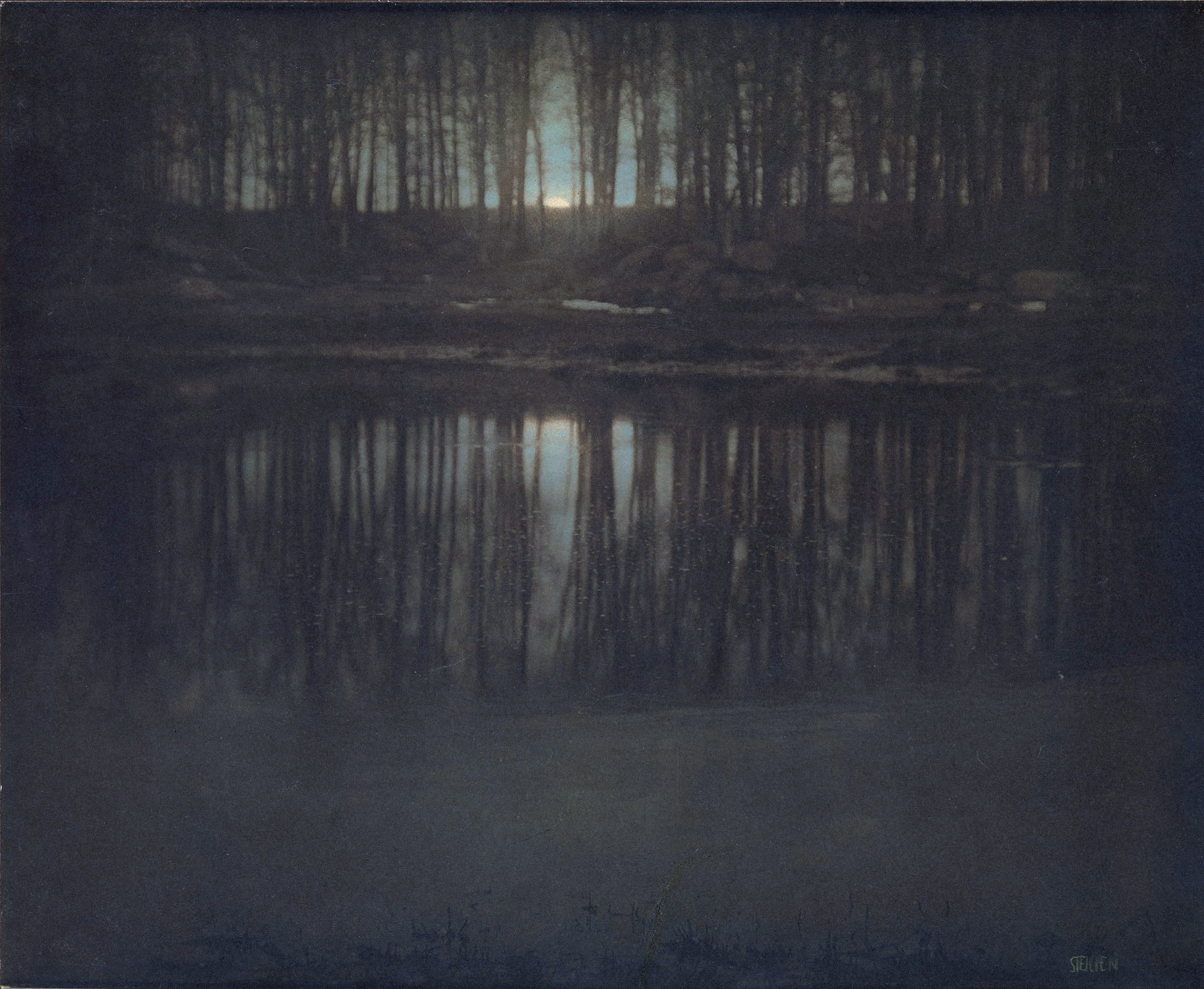
エドワード・スタイケンの『池：月光』

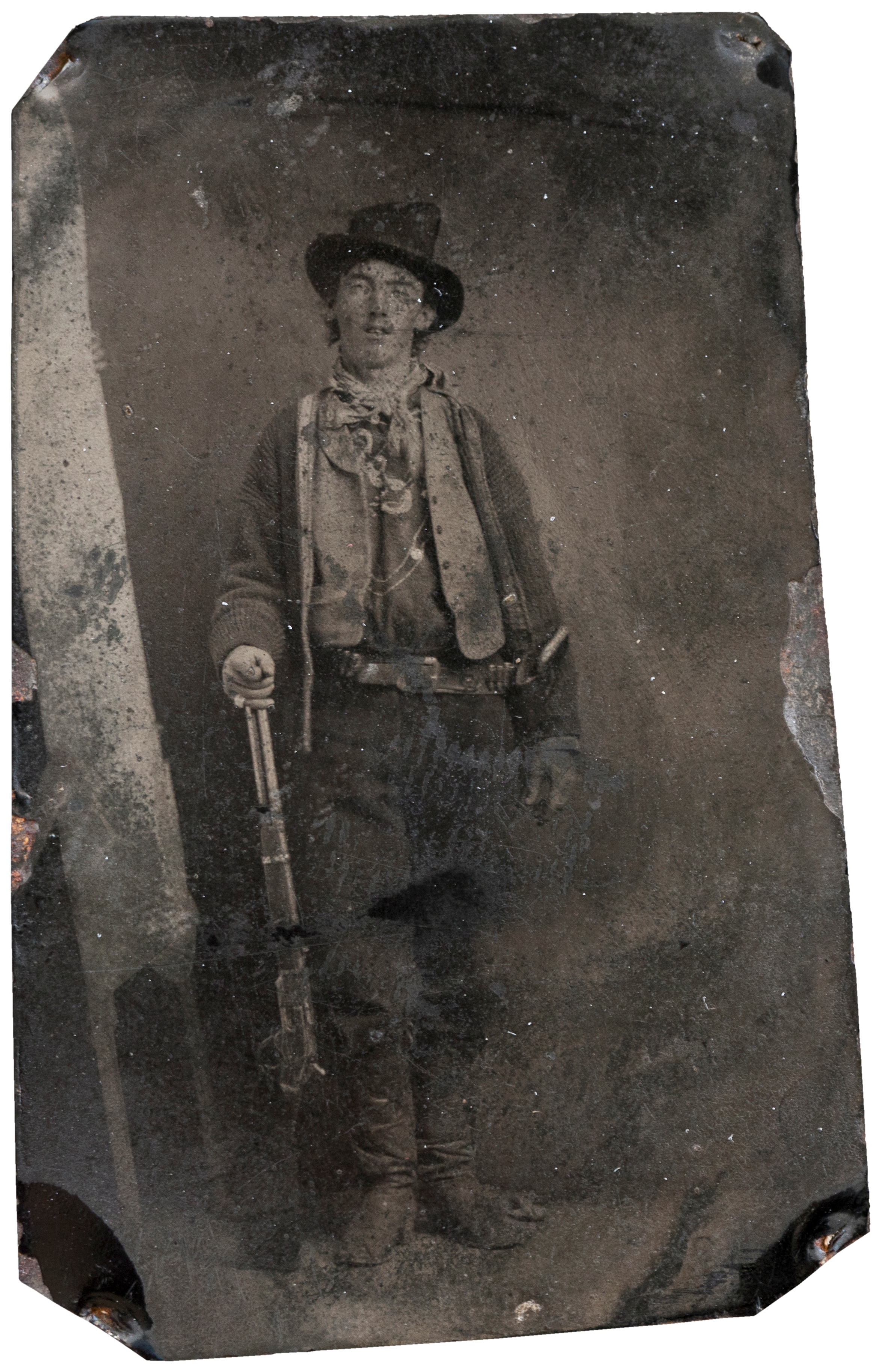
『ビリー・ザ・キッド』

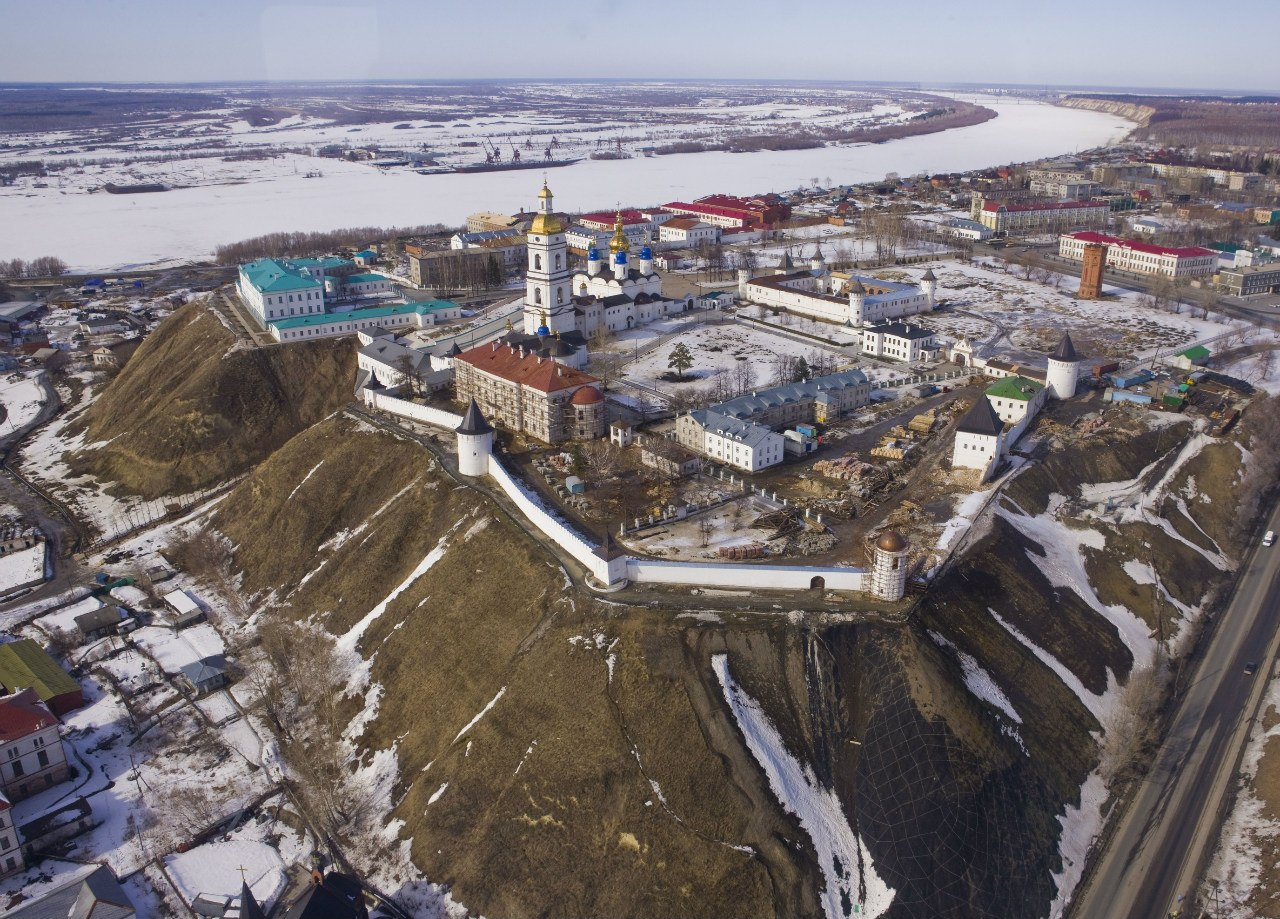
ドミートリー・メドヴェージェフの『トボリクス・クレムリン』

過去のオークションにおいて高額な支払いが行われた写真の一覧。当該一覧の落札金額は、特に記載がない限りオークション手数料を含むアメリカドルで表記している。

## 一覧
| 項番 | 撮影者                         | 作品名 | 金額       | 落札日         | 競売場所                                 |
| ---- | ------------------------------ | --- | ---------- | -------------- | ---------------------------------------- |
| 1    | アンドレアス・グルスキー       | ラインII (1999)                                                                                               | $4,338,500 | 2011年11月8日  | クリスティーズ（ニューヨーク）           |
| 2    | リチャード・プリンス           | スピリチュアル・アメリカ (1981)                                                                               | $3,973,000 | 2014年5月12日  | クリスティーズ（ニューヨーク）           |
| 3    | シンディ・シャーマン           | 無題 #96 (1981)                                                                                               | $3,890,500 | 2011年5月      | クリスティーズ（ニューヨーク）           |
| 4    | ギルバート&ジョージ            | 陛下 (1973)                                                                                                   | $3,765,276 | 2008年6月30日  | クリスティーズ（ロンドン）               |
| 5    | ジェフ・ウォール               | Dead Troops Talk (A vision after an ambush of a Red Army patrol, near Moqor, Afghanistan, winter 1986) (1992) | $3,666,500 | 2012年5月8日   | クリスティーズ（ニューヨーク）           |
| 6    | アンドレアス・グルスキー       | 99 Cent II Diptychon (2001)                                                                                   | $3,346,456 | 2007年2月      | サザビーズ（ロンドン）                   |
| 7    | アンドレアス・グルスキー       | シカゴ商品取引所III (1999-2000)                                                                               | $3,298,755 | 2013年6月26日  | サザビーズ（ロンドン）                   |
| 8    | リチャード・プリンス           | 無題 (カウボーイ) (2000)                                                                                      | $3,077,000 | 2014年5月14日  | サザビーズ（ニューヨーク）               |
| 9    | シンディ・シャーマン           | アンタイトルド・フィルム・スチル#48 (1979)                                                                    | $2,965,000 | 2015年5月13日  | クリスティーズ（ニューヨーク）           |
| 10   | エドワード・スタイケン         | 池：月光 (1904)                                                                                               | $2,928,000 | 2006年2月      | サザビーズ（ニューヨーク）               |
| 11   | アンドレアス・グルスキー       | ロサンゼルス (1998)                                                                                           | $2,900,000 | 2008年2月27日  | サザビーズ（ロンドン）                   |
| 12   | シンディ・シャーマン           | 無題 #96 (1981)                                                                                               | $2,882,500 | 2012年5月8日   | クリスティーズ（ニューヨーク）           |
| 13   | シンディ・シャーマン           | 無題 #153 (1985)                                                                                              | $2,770,500 | 2010年11月8日  | フィリップス（ニューヨーク）             |
| 14   | アンドレアス・グルスキー       | シカゴ商品取引所 (1997)                                                                                       | $2,507,755 | 2013年6月23日  | サザビーズ（ロンドン）                   |
| 15   | アンドレアス・グルスキー       | パリ、モンパルナス (1993)                                                                                     | $2,416,475 | 2013年10月17日 | サザビーズ（ロンドン）                   |
| 16   | 不明                           | ビリー・ザ・キッド (1879–80) ブリキの肖像                                                                     | $2,300,000 | 2011年6月      | オールドウェスト                         |
| 17   | シンディ・シャーマン           | アンタイトルド・フィルム・スチル#48 (1979)                                                                    | $2,225,000 | 2014年11月11日 | サザビーズ（ニューヨーク）               |
| 18   | シンディ・シャーマン           | 無題 #92 (1981)                                                                                               | $2,045,000 | 2013年11月12日 | サザビーズ（ニューヨーク）               |
| 19   | アンドレアス・グルスキー       | ライン (1996)                                                                                                 | $1,925,000 | 2013年5月16日  | フィリップス（ニューヨーク）             |
| 20   | ヘルムート・ニュートン         | Sie Kommen, French Vogue, Paris (Dressed and Naked diptych) (1981)                                            | $1,820,000 | 2019年4月4日   | フィリップス（ニューヨーク）             |
| 21   | トーマス・ストルース           | パンテオン、ローマ (1990-1992)                                                                                | $1,810,000 | 2016年5月15日  | サザビーズ（ニューヨーク）               |
| 22   | ギルバート&ジョージ            | 赤い朝（憎しみ） (1977)                                                                                       | $1,805,000 | 2013年11月12日 | クリスティーズ（ロンドン）               |
| 23   | ドミートリー・メドヴェージェフ | トボリクス・クレムリン (2009)                                                                                 | $1,750,000 | 2010年1月      | クリスマスフェア（サンクトペテルブルク） |
| 24   | アンドレアス・グルスキー       | 上海 (2000)                                                                                                   | $1,632,230 | 2015年7月1日   | サザビーズ（ロンドン）                   |
| 25   | エドワード・ウェストン         | ヌード (1925)                                                                                                 | $1,609,000 | 2008年4月      | サザビーズ（ニューヨーク）               |
| 26   | シンディ・シャーマン           | 無題 #48 (1979)                                                                                               | $1,565,000 | 2008年4月1日   | クリスティーズ（ニューヨーク）           |

## 異議申し立て
1. 2014年12月、ピーター・リックはPhantomという写真を匿名の入札者に650万ドルで売却したと主張しており、事実であった場合は最高売却額となる可能性がある[30][31][32]。売買に関する証明がなく、懐疑論も多いが[33]、買い手側の代理人弁護士は取引が本物であったと主張している[34]。
2. 2015年、ケビン・アボッシュ（英語版）はPotato #345 (2010)と呼ばれる写真を匿名の入札者に100万ユーロで売却したと言われている[35][36]。